# Richard J. C. Atkinson
Richard John Copland Atkinson (* 22. Januar 1920 in Evershot, Dorset; † 10. Oktober 1994 in Cardiff, Wales) war ein britischer Prähistoriker. Er grub unter anderem in den 1950er Jahren in Stonehenge aus.
Atkinson studierte am Magdalen College der Universität Oxford Philosophie, Politik und Wirtschaftswissenschaften. Im Zweiten Weltkrieg verweigerte er als Quäker den Wehrdienst. 1944 wurde er Assistant Keeper für Archäologie am Ashmolean Museum in Oxford und 1949 wurde er Lecturer an der University of Edinburgh und Assistent von Stuart Piggott, mit dem er befreundet war. 1958 wurde er erster Professor für Archäologie am University College Cardiff, wo er bis zu seiner Emeritierung 1983 blieb.
Er grub 1950 bis 1964 in Stonehenge aus. Aufgrund von Überlastung mit Verwaltungsarbeiten und späteren Gesundheitsproblemen konnte er die Berichte über die Kampagnen hierzu nicht vollständig veröffentlichen. In Stonehenge arbeitete er mit Piggott und John F. S. Stone zusammen.
Er kritisierte die Theorie von Stonehenge als steinzeitlichem astronomischen Computer von Gerald Hawkins. Seine eigenen Theorien über Stonehenge legte er in einem populären Buch im Penguin-Verlag dar. Er schrieb auch ein praktisches Handbuch der Feldarchäologie.
Er grub auch in Silbury Hill (von der BBC gefilmt), West Kennet Long Barrow und Wayland’s Smithy aus.
1979 wurde er Commander of the Order of the British Empire.

## Schriften
- Stonehenge. H. Hamilton, London 1956.
- Field Archeology. Methuen, London 1946.